# كليموف
كليموف (روسية: Климов) هو مكتب لتصميم محركات للطائرات كانت بدايته في الاتحاد السوفيتي السابق. أنتج المكتب عددا من المحركات النفاثة التي زودت بعض الطائرات الحربية الشهيرة مثل الميج-29.
كما يقوم المكتب بتصميم وتصنيع محركات الدبابات والسفن الحربية.

## أهم المنتجات
- كليموف في.كيه-1.
- كليموف أر.دي-500.
- كليموف أر.دي-33.